# Louis Nicolas de Clerville
Louis Nicolas de Clerville, spesso chiamato cavaliere di Clerville (francese: chevalier de Clerville) (1610 – Montpellier, 16 ottobre 1677), è stato un architetto francese.

## Biografia

### Carriera militare
Cavaliere dell'ordine di San Giovanni di Gerusalemme, iniziò la sua carriera militare sulle galere nel mar Mediterraneo. Partecipando, in seguito, alla guerra dei Trent'Anni col 15º reggimento dragoni, e divenendo ingegnere militare nel 1643.

### Carriera come architetto militare
Nel 1642 effettuò i rilevamenti per il disegno della prima carta dell'Alvernia. Il 7 febbraio 1643, contribuisce alla vittoria di Quincy ad Avesnes, poi partecipa alla battaglia di Friburgo l'anno successivo. Nel 1645, come cavaliere dell'ordine di San Giovanni, combatte in Peloponneso, e nel 1646, partecipa all'assalto terrestre della torre di Santo Stefano nel golfo di Tullamore. Partecipa anche alle operazioni in Toscana, in particolare, si fa notare durante la presa di Piombino ed alla battaglia di Cremona nel 1648 come maresciallo di battaglia.
Durante la Fronda si schiera col re. È lui a dirigere parecchi assedi, soprattutto nell'Est della Francia. Nel 1652, la sua fedeltà al re ed al cardinal Mazarino gli vale il grado di maresciallo di campo, e l'anno seguente, comanda gli assedi portati dall'armata reale, in quello di Sainte-Menehould ha Sébastien Le Prestre de Vauban, allora giovane cadetto, ai suoi ordini.
Nel 1659, il cardinale Mazarino decide la creazione della carica di Commissario Generale delle fortificazioni a suo favore, dopo la presa di Dunkerque, ma riuscirà ad ottenerla effettivamente solo nel 1662.
Nel 1660, riceve l'incarico della costruzione del fort Saint-Nicolas, a Marsiglia, i cui lavori avranno inizio nel 1664.

### Il canal du Midi e Sète
Nel periodo 1663-1666, è membro della commissione incaricata di valutare il progetto del canal du Midi. Egli è molto favorevole al progetto, ma lo concepisce in maniera meno grandiosa di quella di Riquet. Sposta il sito per la creazione del porto di Sète, punto d'arrivo del canale, in prossimità del mare (mentre il progetto iniziale prevedeva un porto lagunare) e delega la sorveglianza dei lavori ad Alexis de La Feuille de Merville. Frequentemente si reca personalmente sul cantiere, per osservare i lavori.
È lui ad occuparsi del cantiere per la costruzione del porto di Sète, preparando i piani per l'edificazione della città, fino a poche settimane dalla morte.

### Fine della carriera
Dopo una prima ricognizione nel 1661, partecipa alla spedizione del duca di Beaufort nel 1664 sulle coste algerine.
Nel 1667, il suo progetto per la cittadella di Lilla viene abbandonato, a favore di quello del Vauban, che diventa così, a poco a poco, l'architetto militare preferito. Continua, comunque, l'importante attività di sorveglianza dei lavori sulle fortificazioni in tutto il regno. Nel 1668, diventa ispettore della nuova provincia del Roussillon, col compito di migliorarne il sistema difensivo e rivoltare le fortificazioni contro la Spagna. Egli propone Port-Vendres come base e punto cardine difensivo per la flotta del Mediterraneo, scelta criticata dai suoi subordinati ma avallata dal Vauban.
Nel 1670, Colbert gli chiede di disegnare la cartografia delle coste occidentali francesi.
Dopo aver prodotto una prima memoria relativa al miglioramento del porto di Brest, ne conduce personalmente i lavori, la maggior parte dei quali sono conclusi nel 1672, ma che proseguiranno, anche dopo la sua morte sotto la guida di Pierre de Massiac.